# 사라왁 독립기념일
사라왁 독립기념일(말레이어: Hari Kemerdekaan Sarawak)은 말레이시아 사라왁주의 독립기념일로 7월 22일이다. 1963년 7월 22일 사라왁이 독립(자치정부 수립으로도 간주됨)한 이후 9월 16일 말레이시아로 합병되었지만, 7월 22일은 사라왁 민중들에게 독립일로 간주되었다. 사라왁 자치일 또는 사라왁 자치정부수립기념일(영어: Sarawak Self-government Day)로 불리기도 하지만, 주로 '독립기념일'로 불린다. 영어 위키백과에서는 '자치정부수립일'이라고 하고 있다.
1963년부터 사라왁에서는 말레이시아의 독립기념일인 8월 31일을 독립기념일로 기렸지만, 이는 말라야의 독립만을 의미한다는 점 때문에 민중들의 반발을 가져왔으며, 2012년 사라왁만의 독립기념일을 따로 제정했다. 2012년 7월 22일을 처음으로 매년 7월 22일은 사라왁에서 휴일이다.

## 같이 보기
- 사바 독립기념일
- 말레이시아 독립기념일